# گرگ ونی
گرگ ونی (انگلیسی: Greg Vanney؛ زادهٔ ۱۱ ژوئن ۱۹۷۴) یک بازیکن فوتبال اهل ایالات متحده آمریکا است.
از باشگاه‌هایی که در آن بازی کرده‌است می‌توان به اف‌سی دالاس، باشگاه فوتبال کلرادو رپیدز، باشگاه فوتبال لس‌آنجلس گلکسی، دی‌سی یونایتد، و باستیا اشاره کرد.
وی همچنین در تیم ملی فوتبال مردان ایالات متحده بازی کرده است.